# Suicide par pendaison
Si vous avez des pensées suicidaires, il existe dans chaque pays des associations ou organismes d'écoute et d'aide, que vous pouvez contacter par téléphone (généralement 24/24 h, 7/7 jours, de manière anonyme). En France : 3114 ; en Belgique : 0800 32 123 ; en Suisse : 143 ; au Québec : 1-866-APPELLE (1-866-277-3553). En cas d'urgence absolue, contactez par téléphone les services de secours (police, pompiers…) de votre pays.

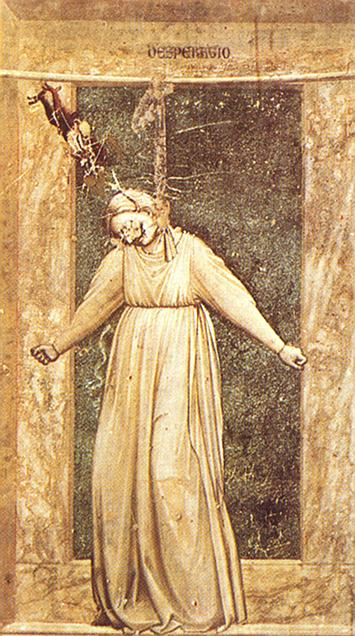
Le Désespoir (1305-1306), œuvre du peintre italien Giotto di Bondone.

Le suicide par pendaison est l'acte de se donner la mort par strangulation, à l'aide d'une corde, d'une ceinture, d'un câble électrique ou de tout autre objet permettant de se suspendre en enserrant fortement le cou. La constance de l'effet létal sur le cerveau en fait une des méthodes de suicide ayant un fort taux de réussite : dans l'article « The epidemiology and prevention of suicide by hanging: a systematic review » de la revue médicale canadienne , le chercheur David Gunnell estime ce taux de réussite à au moins 70 %.
Dans la classification statistique internationale des maladies et des problèmes de santé connexes, version 2010, le suicide par pendaison est classé dans la catégorie des « External causes of morbidity and mortality », et est identifié par le code X70, avec pour intitulé « Intentional self-harm by hanging, strangulation and suffocation".
Le suicide par pendaison est pratiqué en hôpital psychiatrique, en maisons d'arrêt ou en prison, où les moyens pour se donner la mort sont relativement limités. Dans les prisons françaises, on estimait en 2003 à 92 % la proportion des pendaisons parmi les suicides recensés. En milieu psychiatrique, plusieurs études (Litman, 1992 ; Lim et Sim, 1988 ; Haynes et Marques, 1984) montrent que la pendaison, avec le saut d'une certaine hauteur, est le moyen de suicide le plus utilisé ; la pendaison est particulièrement élevée en unités de soins, si le patient peut échapper à la surveillance du personnel, cette méthode supportant plus que d'autres une improvisation et une adaptation aux circonstances.